# Josephine Henriette Gerlach
Elise Gerlach (geborene Elise Sedelmeyer; eigentlich: Josephine Henriette Gerlach, geborene Josephine Henriette Sedelmeyer; Pseudonym Josephe G.; * 4. März 1772 in Dresden; † 11. April 1809) war eine deutsche Zeichnerin und Autorin zur Botanik.

## Leben
Josephine Henriette Sedelmeyer wurde am 4. März 1772 als Tochter des in Dresden für den seinerzeitigen Prinzen Anton von Sachsen tätigen Hof-Fouriers Carl August Sedelmeyer geboren.
Sedelmeyer heiratete den Buchhändler Johann Heinrich Samuel Gerlach. Als „grose Freundin der Botanik“ veröffentlichte sie 1801 oder 1802 in Dresden ein Botanisches Stick- und Zeichenbuch für Damen. Hierfür hatte sie sowohl die botanischen Texte verfasste als auch die Zeichnungen aus eigener Hand gefertigt. Der erste Teil des mit „zwölf schwarzen und zwölf kolorierten Tafeln“ mehrfarbig illustrierten Werkes erschien zudem 1805 in Leipzig bei Gerhard Fleischer dem Jüngeren.

## Schriften (Auswahl)
- Botanisches Stick- und Zeichen-Buch für Damen, Teil 1, Leipzig: Gerhard Fleischer der Jüngere, [1805]; Digitalisat der Sächsischen Landesbibliothek – Staats- und Universitätsbibliothek Dresden (SLUB)